# Тројхтлинген
Тројхтлинген (њем. Treuchtlingen) град је у њемачкој савезној држави Баварска. Једно је од 27 општинских средишта округа Вајсенбург-Гунценхаузен. Према процјени из 2010. у граду је живјело 12.928 становника. Посједује регионалну шифру (AGS) 9577173.

## Географски и демографски подаци
Тројхтлинген се налази у савезној држави Баварска у округу Вајсенбург-Гунценхаузен. Град се налази на надморској висини од 412 метара. Површина општине износи 103,4 km². У самом граду је, према процјени из 2010. године, живјело 12.928 становника. Просјечна густина становништва износи 125 становника/km².